# Irena Leśniewska
Irena Leśniewska (ur. 20 października 1886 w Warszawie, zm. 18 stycznia 1930 w Warszawie) – polska aktorka. 
Córka Stanisławy Grochowolskiej i zapewne Ludwika Śliwińskiego. Żona Józefa Leśniewskiego.
Uczyła się w gimnazjum, potem w Klasie Dramatycznej przy Warszawskim Towarzystwie Muzycznym. Debiutowała w 1903 w Płocku pod Pseudonimem Irena Gniewosz. Występowała w zespołach objazdowych. Ponadto w Sosnowcu (sezon 1909/10). W sezonie 1920/21 w Teatrze Polskim w Wilnie. A w latach 1922-24 w Teatrze Polskim w Katowicach.